# جنيفر بارينتوس
جنيفر بارينتوس هي متسابقة ملكة الجمال وعارضة فلبينية، ولدت في 10 يناير 1986 في San Mateo, Rizal ‏ في الفلبين.